# La Tour-d'Aigues
La Tour-d'Aigues là một xã trong tỉnh Vaucluse thuộc vùng Provence-Alpes-Côte d’Azur ở đông nam nước Pháp. Xã này nằm ở khu vực có độ cao trung bình 270 mét trên mực nước biển.
- Luberon